# Damasonium
Damasonium là chi thực vật có hoa trong họ Alismataceae.
Chi này có phân bố toàn cầu nhưng rất rời rạc.
Các loài trong chi này là thực vật thân thảo thủy sinh lâu năm, sinh sống trong các vùng nước nông hay đáy bùn nông rìa ao hồ. Toàn bộ các lá mọc từ gốc, nổi trên mặt nước hoặc nhô khỏi mặt nước. Hoa lưỡng tính, mọc thành 1 hoặc nhiều vòng thành tán, cành hay chùy hoa; chúng có 6 nhị, 6-9 lá noãn xếp thành 1 vòng, hợp sinh tại đế, mỗi lá noãn với 2-nhiều noãn ở mặt bụng. Các vòi nhụy ở đỉnh. Quả là một vòng các quả đại dẹp bên, xòe ra như hình sao, với một mỏ thuôn dài nhiều hay ít ở đỉnh.

## Các loài
Ở thời điểm tháng 9/2016 người ta công nhận 6 loài, bao gồm:
- Damasonium alisma Mill. (đồng nghĩa: D. stellatum Thuill.; D. polyspermum Cosson; D. constrictum Juz.).. Phân bố: Đảo Đại Anh, Pháp, Bồ Đào Nha, Tây Ban Nha, Italia, Hy Lạp, Nga, Ukraina, Moldova, Kazakhstan.
- Damasonium bourgaei Coss. - Bồn địa Địa Trung Hải và Ấn Độ.
- Damasonium californicum Torr. ex Benth. - Miền tây Hoa Kỳ (Idaho, Oregon, Nevada, California, Montana, Washington)[8]
- Damasonium constrictum Juz. - Kazakhstan và khu vực Altay ở Siberia.
- Damasonium minus (R. Br.) Buchenau (đồng nghĩa: D. australe Salisb.) - Australia.
- Damasonium polyspermum Coss. - Tây Ban Nha, Pháp, Bồ Đào Nha, Hy Lạp, Sicily, Algérie, Libya, Maroc.

## Hình ảnh

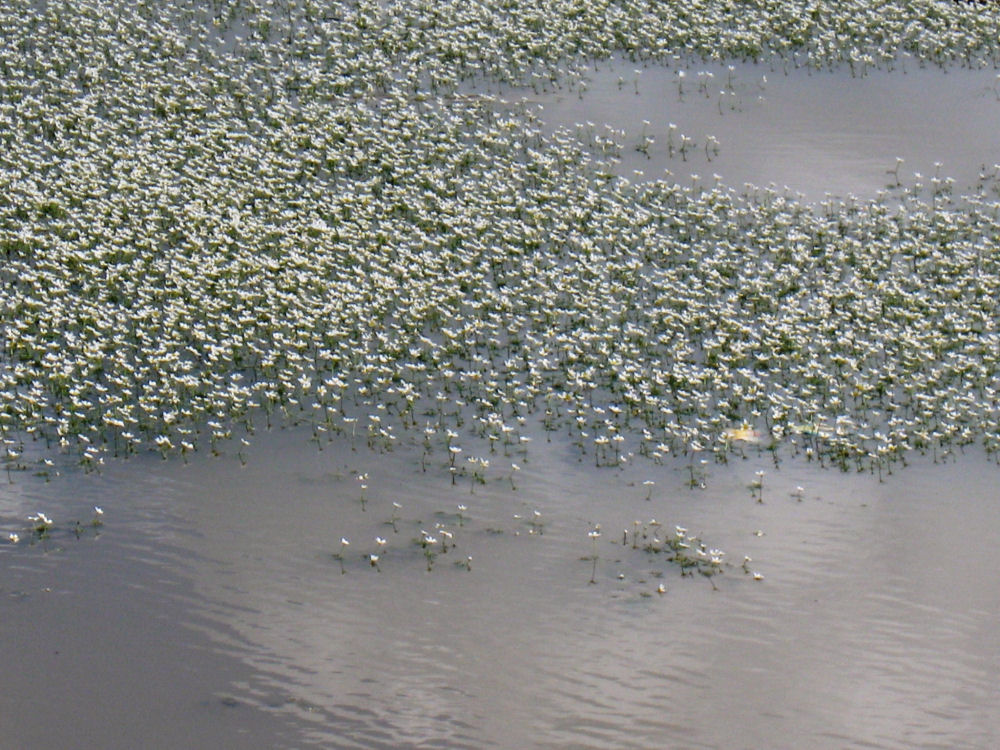
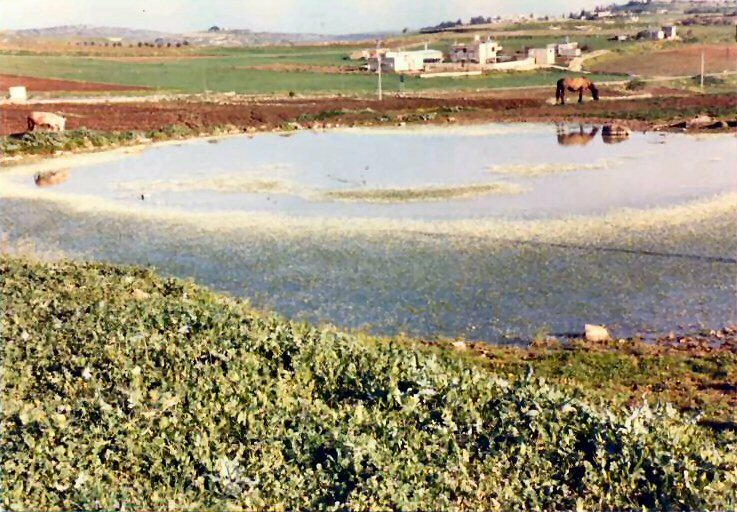
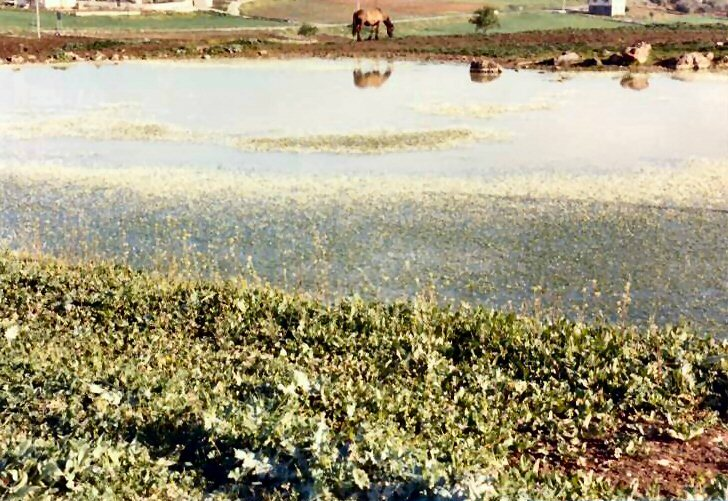
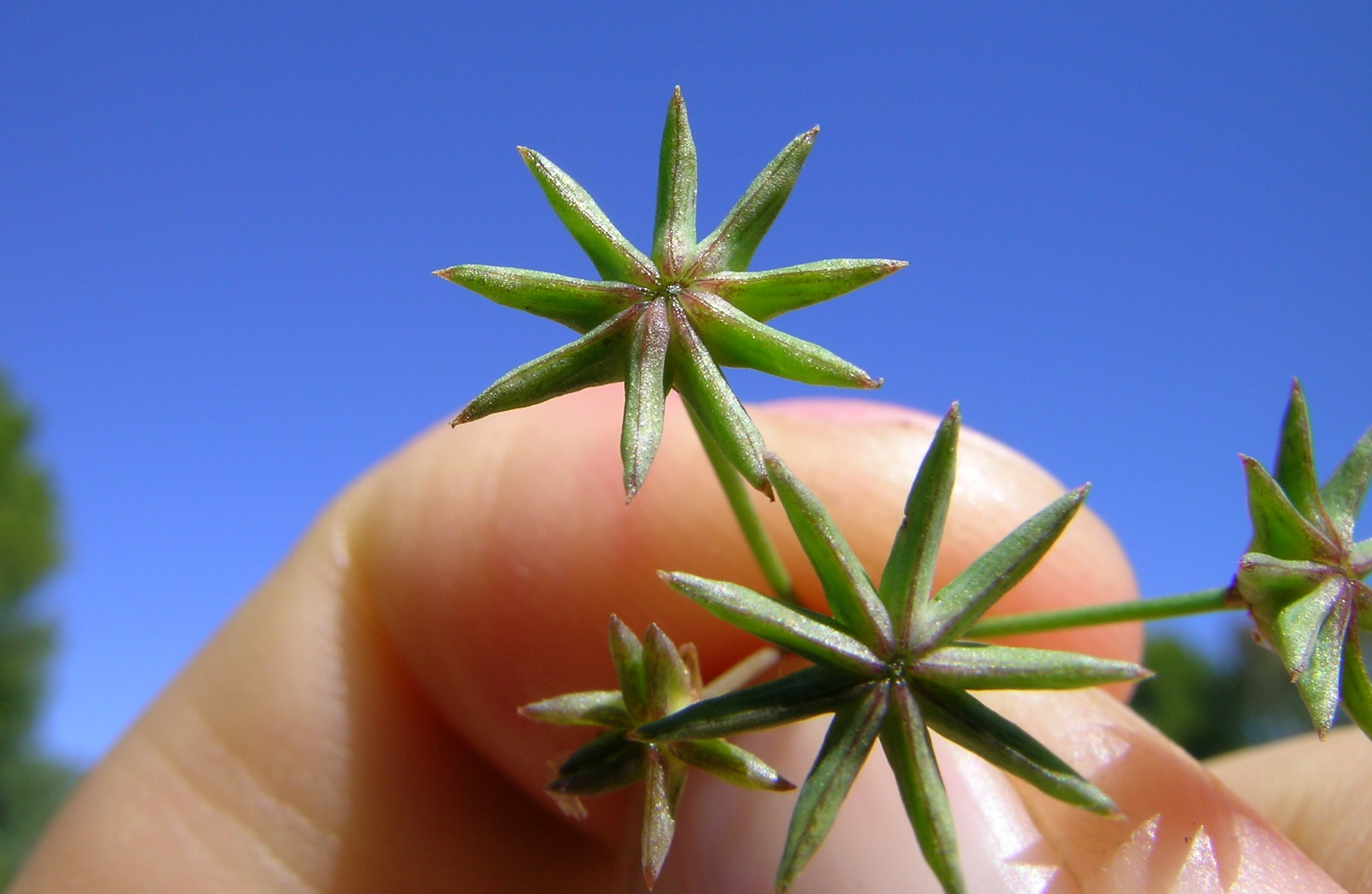